# Angelika Schwabe-Kratochwil
Angelika Schwabe-Kratochwil (* 28. Januar 1950 in Bielefeld) ist eine deutsche Botanikerin und Hochschullehrerin.

## Leben
Angelika Schwabe studierte an der Universität Freiburg Biologie und Geographie. Dabei galt ihr Interesse vor allem der Vegetationskunde, in die sie von ihrem ersten pflanzensoziologischen Lehrer Reinhold Tüxen eingeführt worden war. Eine ihrer ersten Untersuchungen auf diesem Gebiet hatte sie dann auch unter Anwendung einer der klassischen pflanzensoziologischen Methoden, der Dauerquadratuntersuchung, durchgeführt, wobei das Objekt ihrer Forschung die Salzwiesen der Insel Trischen waren.
Neben ihrem theoretischen Interesse hatte sie auch die Anwendungen der Pflanzensoziologie im Auge, die ihren Niederschlag in ihren Untersuchungen im Bannwald Flüh im Wiesental fanden, wo unter anderem der Naturschutz einen wesentlichen Aspekt bildete. Diese Arbeit wurde ebenso wie die darauf folgende Dissertation unter der Anleitung von Otti Wilmanns durchgeführt.
In ihrer Doktorarbeit hat Angelika Schwabe-Braun die Weidfeld-Vegetation des Schwarzwaldes mit Hilfe der damals neu entstehenden Sigma-Soziologie bzw. deren Methoden untersucht. Sie hat darin den damaligen Zustand und die Gesetzmäßigkeiten der Dynamik der Weidfeld-Vegetation erfasst und dokumentiert und aufgrund dieser Daten Vorschläge für Erhaltungsmaßnahmen ausgearbeitet. Zudem wurden im Rahmen dieser Arbeit, die im Zusammenhang mit dem groß angelegten „Wissenschaftlichen Begleitprogramm zur Biotop-Kartierung in Baden-Württemberg“ entstanden war, eine Naturschutz-Bewertung der einzelnen Weidfeld-Gebiete vorgenommen und so eine Grundlage dafür geschaffen, dass den bedeutendsten Flächen Schutz und Pflege zuteilwerden konnte.
Nach der Promotion war Schwabe-Braun wissenschaftliche Assistentin am Lehrstuhl für Geobotanik an der Universität Freiburg bei Otti Wilmanns. Sie hat sich in der Zeit bis 1987 intensiv mit der sigmasoziologischen Forschung auseinandergesetzt, wobei ihr Interesse vor allem den Fluß- und bachbegleitenden Pflanzengesellschaften und Vegetationskomplexen im Schwarzwald galt. Die Ergebnisse ihrer Forschungen auf diesem Gebiet hat sie in ihrer Habilitationsschrift zusammengefasst. 1981 gab sie den zusammen mit dem zwischenzeitlich verstorbenen Reinhold Tüxen bearbeiteten Band 4 des Prodromus der europäischen Pflanzengesellschaften - Lemnetea minoris heraus.
Nach einem Heisenberg-Stipendium der Deutschen Forschungsgemeinschaft von 1991 bis 1993 erhielt sie 1993 einen Ruf als Nachfolgerin von Gisbert Grosse-Brauckmann auf den Lehrstuhl für Botanik an der Technischen Universität Darmstadt, wo sie auch zur Direktorin des Fachgebiets Geobotanik/Vegetationsökologie ernannt worden ist.
An der Universität Darmstadt stellen die Vegetationsökologie sowie die Renaturierungsökologie die Spezialgebiete von Schwabe-Kratochwil dar. Dabei hat Schwabe-Kratochwil die in ihren früheren Arbeiten wesentlich mitbegründeten Methoden zur Beschreibung von Vegetationskomplexen mit Hilfe der Sigma-Soziologie konsequent weiter entwickelt und erforscht dabei mit ihrer Arbeitsgruppe auch Korrelationen von Vegetationskomplexen und Tierarten. Zusammen mit Anselm Kratochwil hat Schwabe-Kratochwil in einem der ersten Werke zur Biozönologie wesentliche Daten zu diesem Fachgebiet zusammengestellt und damit eine Grundlage für diesen Bereich der Ökologie vorgelegt.
Wegweisend sind die Arbeiten von Schwabe-Kratochwil für die wissenschaftlichen Grundlagen des Naturschutzes, etwa für die Erhaltung bzw. die Wiederherstellung gefährdeter Lebensräume.
2001 hat sie zusammen mit Theo Müller und Erich Oberdorfer die 8. Auflage der weit über die Grenzen Deutschlands bekannten Pflanzensoziologischen Exkursionsflora herausgegeben, die in Fachkreisen als Der Oberdorfer bekannt ist.
Angelika Schwabe-Kratochwil ist verheiratet mit dem Ökologen Anselm Kratochwil und hat einen Sohn.

## Funktionen
- Mitglied im Senats- und Bewilligungsausschuss für Sonderforschungsbereiche der DFG
- Fachkollegiatin der DFG für den Bereich Ökologie in den Pflanzenwissenschaften
- Vorsitzende der Floristisch-soziologischen Arbeitsgemeinschaft
- Mitglied im Redaktionsbeirat der Tüxenia

## Schriften (Auswahl)
- Schwabe, A.: Dauerquadrat-Beobachtungen in den Salzwiesen der Nordseeinsel Trischen. Mitt. Florist.-Soziol. Arb. gem. N.F. 18:111-128. Todenmann-Göttingen 1975.
- Der Bannwald „Flüh“ / mit Beitr. von A. Schwabe-Braun.... - Freiburg i. Br. : Forstliche Versuchs- und Forschungsanstalt Baden-Württemberg, 1979.
- Angelika Schwabe-Braun: Eine pflanzensoziologische Modelluntersuchung als Grundlage für Naturschutz und Planung : Weidfeld-Vegetation im Schwarzwald ; Geschichte der Nutzung, Gesellschaften und ihre Komplexe, Bewertung für den Naturschutz /. - Kassel : Gesamthochsch.-Bibliothek, 1980.
- Angelika Schwabe-Braun: Lemnetea Minoris / ed. Reinhold Tüxen. - (1981).
- Angelika Schwabe: Fluss- und bachbegleitende Pflanzengesellschaften und Vegetationskomplexe im Schwarzwald. Cramer 1987, ISBN 978-3-443-64014-9
- Angelika Schwabe, Anselm Kratochwil: Weidbuchen im Schwarzwald und ihre Entstehung durch Verbiß des Wälderviehs: Verbreitung, Geschichte u. Möglichkeiten d. Verjüngung. Landesanstalt für Umweltschutz Baden-Württemberg 1987, ISBN 978-3-88251-121-5
- Angelika Schwabe-Kratochwil: Exkursion des. Biologischen Inst. II, Geobotanik vom 4.–12. Sept. 1983 ; Red.:. – Freiburg. 1983.
- Angelika Schwabe-Kratochwil: Ökologische Untersuchungen im Darmstadt-Dieburger Sandgebiet (Südhessen) : Allgemeines und Ergebnisse zum Diasporen-Reservoir und -Niederschlag. – 1998.
- Angelika Schwabe-Kratochwil: Sandökosysteme in Südhessen : Status quo, jüngste Veränderungen und Folgerungen für Naturschutzmaßnahmen. – 2000.
- Anselm Kratochwil und Angelika Schwabe-Kratochwil: Ökologie der Lebensgemeinschaften : Biozönologie ; 168 Tabellen /. - Stuttgart : Ulmer, 2001.
- Pflanzensoziologische Exkursionsflora : für Deutschland und angrenzende Gebiete / Erich Oberdorfer. Unter Mitarb. von Angelika Schwabe-Kratochwil … u. mit Beitr. von D. Korneck .... - 8., stark überarb. und erg. Aufl. - Stuttgart (Hohenheim) : Ulmer, 2001.
- Angelika Schwabe-Kratochwil: Zum Tode von Professor Große-Brauckmann. – 2001.
- Kratochwil, A., Fock, S., Remy, D., Schwabe-Kratochwil, A. (): Responses of flower phenology and seed production under cattle grazing impact in sandy grasslands. Phytocoenologia 32(4): 531-552, Berlin, Stuttgart. 2002
- Stroh, M., Storm, C., Zehm, A. u. Schwabe-Kratochwil, A.: Restorative grazing as a tool for directed succession with diaspore inoculation: the model of sand ecosystems. Phytocoenologia 32(4): 595-625, Berlin, Stuttgart. 2002
- Schwabe-Kratochwil, A. et al.: Inland Sand Ecosystems: Dynamics and restitution as a consequence of the use if different grazing systems.In: Redecker, B., Finck, P., Härdtle, W., Riecken, U. & Schröder, E.: Pasture Landscapes and Nature Conservation, Springer-Verlag : 239-252, Berlin, Heidelberg. 2002
- Zehm, A., Storm, C., Nobis, M., Gebhardt, S. & Schwabe-Kratochwil, A.: Beweidung in Sand-Ökosystemen – Konzept eines Forschungsprojektes und erste Ergebnisse. Naturschutz und Landschaftsplanung 34 (2/3): 67-73. 2002
- Zehm, A., Nobis, M., & Schwabe-Kratochwil, A.: Multiparameter analysis of vertical vegetation structure based on digital image processing. Flora 198(2): 142-160, Stuttgart. 2003
- Schwabe-Kratochwil, A. u. Kratochwil, A.: Festucetalia valesiacae communities and xerothermic vegetation complexes in the Central Alps related to environmental factors. Phytocoenologia, Berlin, Stuttgart: 2003
- Eichberg, C., Storm, C., Schwabe, A.: Epizoochorous and post-dispersal processes in a rare plant species: Jurinea cyanoides (L.) Rchb. (Asteraceae). In: Flora 200, 2005. S. 477–489.
- Eichberg, C., Storm, C., Schwabe, A.: Endozoochorous dispersal, seedling emergence and fruiting success in disturbed and undisturbed successional stages of sheep grazed inland sand ecosystems. In: Flora 202, 2007. S. 3–26.
- Schwabe, A., Kratochwil, A., Pignatti, S.: Plant indicator values of a high-phytodiversity country (Italy) and their evidence, exemplified for model areas with climatic gradients in the southern inner Alps. In: Flora 202, 2007. S. 339–349.
- Beil, M., Horn, H., Schwabe, A.: Analysis of pollen loads in a wild bee community (Hymenoptera: Apidae) – a method for elucidating habitat use and foraging distances. In: Apidologie 39, 2008. S. 456–467.
- Langhans, T.M., Storm, C., Schwabe, A.: Community assembly of Biological Soil Crusts of different successional stages in a temperate sand ecosystem, as assessed by direct determination and enrichment techniques. In: Microbial Ecology 58, 2009. S. 394–407.